# Nomia buddha
Nomia buddha là một loài Hymenoptera trong họ Halictidae. Loài này được Westwood mô tả khoa học năm 1875.